# Ростральный миграционный тракт

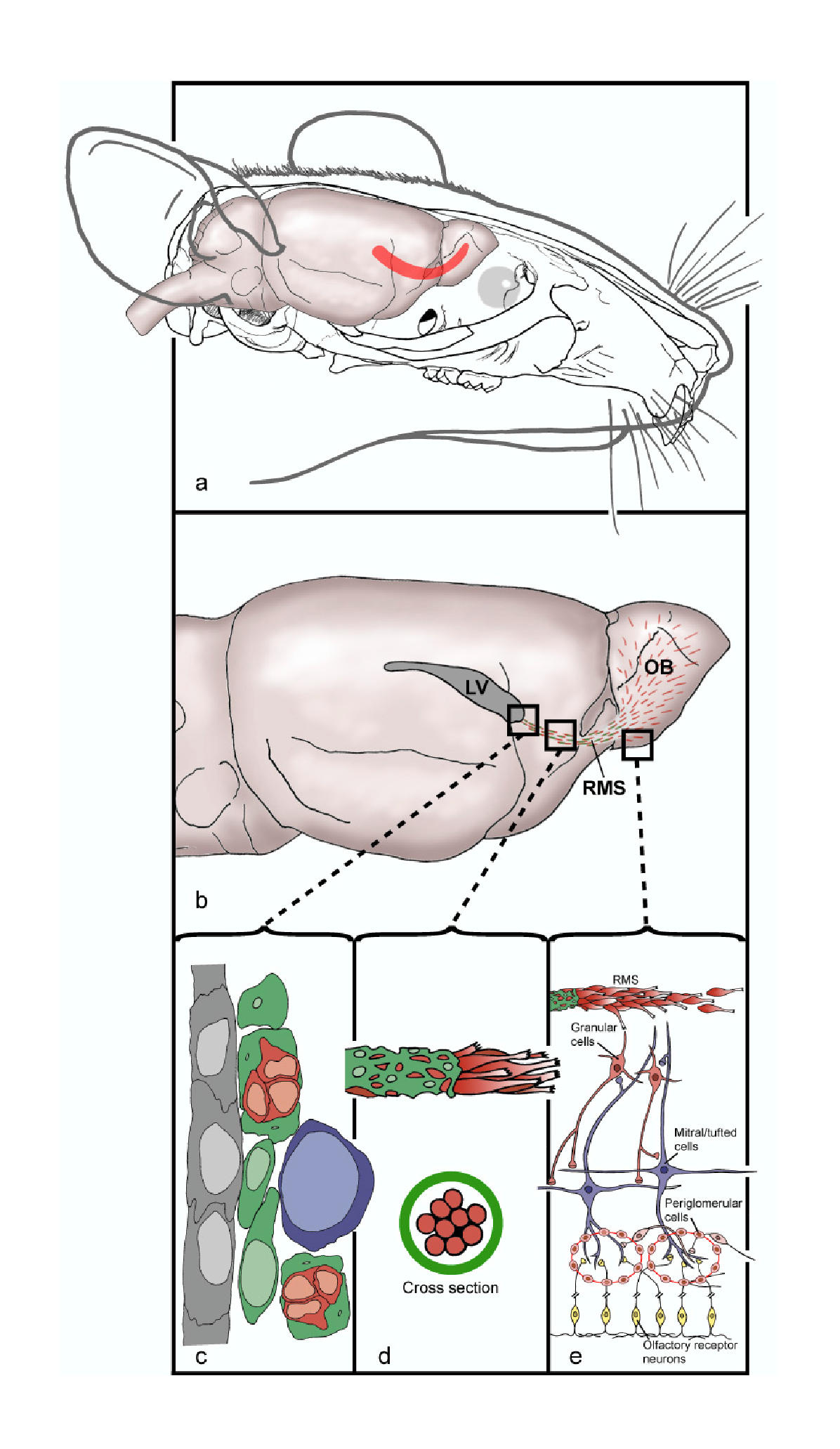
Ростральный миграционный поток в мозге мыши.

Ростральный миграционный поток, или ростральный миграционный тракт (англ. rostral migratory stream, RMS, rostral migratory pathway, RMP) — путь, по которому клетки-предшественники нейронов (нейробласты) у некоторых животных мигрируют из субвентрикулярной зоны в обонятельную луковицу.
Зарождение новых клеток в субвентрикулярной зоне и их миграция по ростральному миграционному потоку происходит на всем протяжении взрослой жизни организма. Группы нейробластов мигрируют цепочками, продвигаясь по глиальным трубкам, образованным астроцитарными клетками и их отростками. В работе Snapyan et al. (2009) показано, что прекурсоры движутся вдоль кровеносных сосудов, расположенных по направлению потока, вероятно, вследствие синтеза васкулярным эндотелием некоторых сигнальных молекул, таких как BDNF.Миграция носит тангенциальный характер на всем протяжении пути. Лишь достигнув середины обонятельной луковицы, цепочки новорожденных нейронов распадаются и клетки начинают радиальную миграцию. Так они достигают верхних клеточных слоев, где происходит их окончательная дифференциация. Рассеивание цепочек нейробластов инициируется протеинами рилином и тенасцином, а сам процесс радиальной миграции зависит от наличия тенасцина-R. По данным одного исследования, в образовании цепочек важную роль играют бета-1 интегрины и ламинины.
Большинство мигрировавших клеток (75-99 %) в результате дифференциации превращаются в ГАМК-ергические гранулярные интернейроны. Некоторое количество (1-25 %) становятся перигломеруляными интернейронами, располагаясь среди клубочков обонятельной луковицы. Для них характерна экспрессия как ГАМК, так и тирозин гидроксилазы.
Большое количество новых нейронов отмирает вскоре после окончания миграции. В долгосрочной перспективе, около 50 % оставшихся клеток также отмирают, даже после успешного приживления в гранулярном и перигломерулярном слоях и установления связей с другими клетками. Считается, что судьба новых клеток зависит от характера образованных ими связей, и их отсев служит механизмом поддержания постоянства численности нейронов в обонятельной луковице.

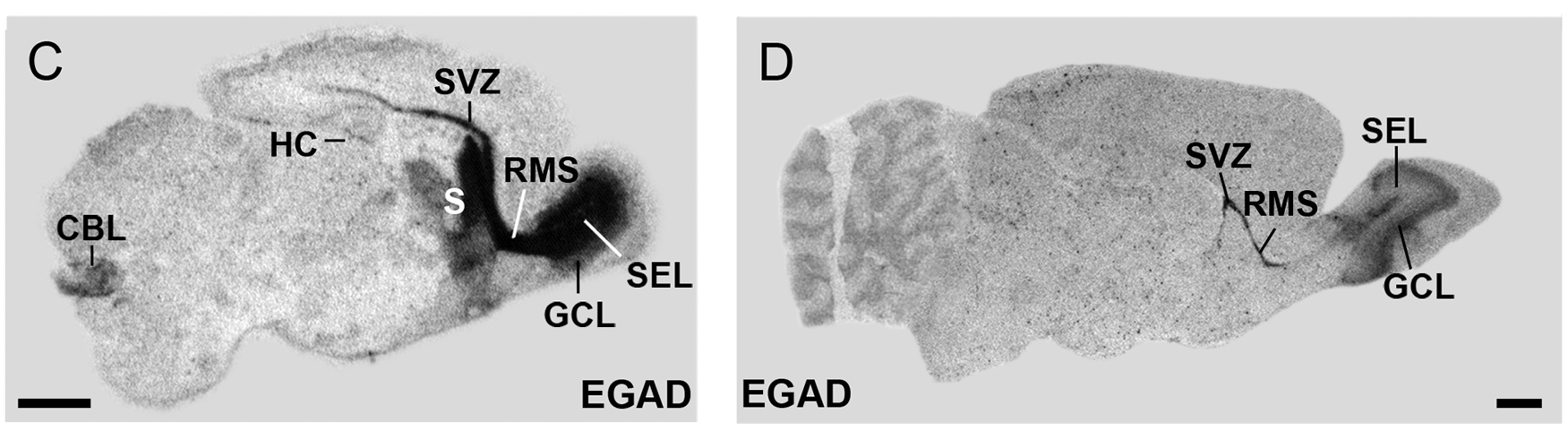
Экспрессия эмбриональных форм ГАМК-производящего фермента GAD67 в мозге крысы на 1-й день после рождения (слева) и на 90-й день (справа). SVZ — субвентрикулярная зона. RMS — ростральный миграционный тракт. CBL — мозжечок. GCL — слой гранулярных клеток. SEL — субэпендимный слой. HC — гиппокамп. S — стриатум. Часть изображения из статьи Popp et al., 2009.

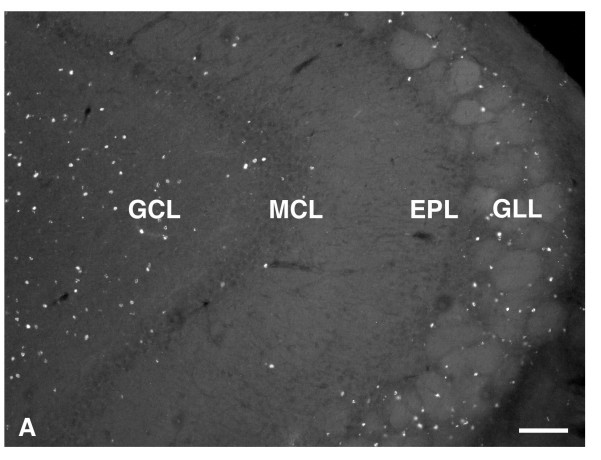
BrdU-позитивные клетки в обонятельной луковице мыши после миграции по ростральному миграционному тракту. Фрагмент изображения из статьи Bagley et al., 2007.